# Araneus notandus
Araneus notandus là một loài nhện trong họ Araneidae.
Loài này thuộc chi Araneus. Araneus notandus được William Joseph Rainbow miêu tả năm 1912.